# Верность
Ве́рность — морально-этическое и нравственное понятие, согласно словарю Ожегова: стойкость и неизменность в чувствах и отношениях, в исполнении своих обязанностей.
Нарушение верности — измена. Словарь Вебстера также определяет верность как «полный веры».
«Будь верен до смерти,
 и дам тебе венец жизни» (Откр. 2:10)
В древнегреческом языке есть два слова, обозначающих понятие верности: «алифиа» (надежность, твердость, постоянство, непреложность, истинность, справедливость, искренность) и «пистос» (верный, истинный, надежный, верующий, питающий уверенность).
В период феодализма главной добродетелью вассала считалась верность по отношению к своему сеньору. В феодальной Японии верность самураев своему сюзерену была главнейшей заповедью кодекса бусидо: «Где бы я ни находился, в горах или под землей, в любое время и везде мой долг обязывает меня охранять интересы моего владыки. Это — долг каждого подданного. Это — позвоночник нашей религии, неменяющейся и вечной». Японское народное предание «Месть Ако» рассказывает о том, как 47 самураев отомстили за смерть своего господина ценой собственной жизни.
Главной добродетелью слуги также считалась верность своему господину.
От подданных требовалась верность своему государю. При вступлении государя на престол зачастую подданные приносили присягу на верность ему.
Верность другу ценится в дружбе.
Супружеская верность означает недопущение супружеской измены, а в более широком смысле — заботу о супруге, подчинение своего поведения его (её) интересам.
Верность могут проявлять не только люди, но также животные. Известно много историй о верности собак своим хозяевам (смотри, например, статью Памятник Преданности).
Верность может проявляться не только по отношению к человеку, но и по отношению к чьим-либо политическим, религиозным или этическим убеждениям. Такая верность описывается известными словами, приписываемыми Мартину Лютеру: «На том стою и не могу иначе!» С такой верностью связана верность политической партии или иной подобной организации. Ленин называл главным качеством чекиста верность.
Говорят также о верности военнослужащих воинскому долгу, о верности Родине. Это означает подчинение поведения человека интересам его государства.
Также говорят о верности государства своим союзникам, что означает выполнение межгосударственных договоров.